# Ширдак

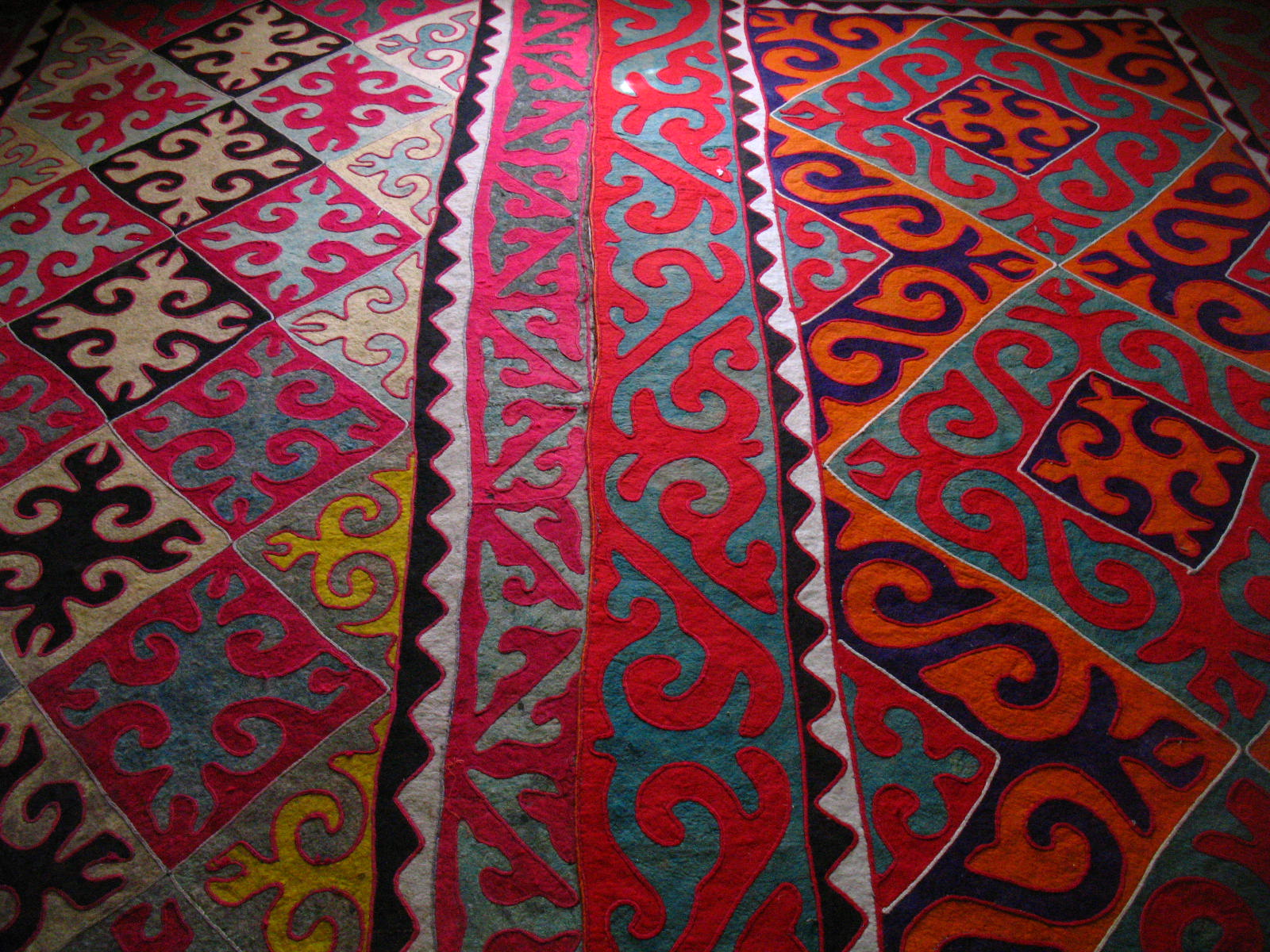
Ширдак

Ширдак (монг. ширдэг) — войлочный ковёр, одно из самых сложных по своей технике изготовления изделий из войлока у кыргызов и монгольских народов.
Для кыргызов ширдаки наряду с киизами были предметами первой необходимости в быту. Их стелили на пол или на траву. В последнее время большой популярностью среди иностранных туристов пользуются маленькие шырдаки.
Обычный размер ширдака 2×4 м. Он состоит из войлочной основы и пришитых к ней искусно вырезанных кусков цветного войлока, представляющих собой своеобразный орнамент. Части войлока соединяются специальными стежками.
Орнаменты представляют собой стилизованные изображения некоторых частей животных: хвост собаки, рога горных козлов, когти птиц и так далее, которые в свою очередь являются особыми знаками, имеющими определённый смысл и значение.
Основными цветовыми сочетаниями, используемыми при изготовлении шырдака, являются: красный и белый, красный и синий, красный, белый и коричневый. Каждый шырдак должен заканчиваться по краям чёрно-белой парой цветов (они символизируют заснеженные верхушки кыргызских гор). Раньше использовались только натуральные краски (корень марены красильной, индиго, испарак (живокость)). Современные мастерицы красят шерсть анилиновыми красителями.
В 2012 г. кыргызское традиционное искусство изготовления войлочных ковров шырдак и ала-кийиз было внесено в Список нематериального культурного наследия.

## Выделка
Конечная фаза изготовления ширдаков традиционно происходит зимой. В целом весь процесс протекает в течение года: весной стригут шерсть, потом её моют, сушат, треплют, красят, распушивают, а затем, с помощью кипятка, мыла и чия (чий — камышовая циновка) валяют кииз — войлочный ковёр, в данном случае одного цвета.
В орнаменте ширдака преобладают два цвета. Два слоя войлока разных цветов накладывают друг на друга, наносят рисунок, прорезают орнамент одновременно в двух слоях острым инструментом. Затем соединяют между собой вырезанные части различных цветов и пришивают друг к другу особыми швами. Таким образом из подготовленных материалов получается сразу два одинаковых рисунка. Различие между ними небольшое. Например, если используется пара цветов белый и коричневый, то в одном рисунке мы увидим коричневый орнамент на белом фоне, а во втором — белый орнамент на коричневом фоне. Эти два орнамента симметрично накладываются на одну толстую войлочную основу и получается ширдак. Если орнаментные заготовки в полный размер, то делают сразу два похожих ширдака.